# Cuaespinós de Bahia
El cuaespinós de Bahia (Synallaxis cinerea) és una espècie d'ocell de la família dels furnàrids (Furnariidae) que habita localment zones dels estats brasilers de Bahia i Minas Gerais.